# دار الكتاب المقدس الأمريكية
دار الكتاب المقدس الأمريكية (ABS) هي جمعية خيرية مسيحية غير طائفية لطبع ونشر الكتاب المقدس تم إنشاؤها في نيويورك عام 1816 وتهدف إلى جعل الكتاب المقدس متاحًا في الولايات المتحدة.

## وصلات خارجية
- موقع دور الكتاب المقدس المتحدة
- الموقع الرسمي لدار الكتاب المقدس الأمريكية